# William Ahlefeldt-Laurvig
Carl William Ahlefeldt-Laurvig, född 2 maj 1860 och död 29 november 1923, var en dansk greve och diplomat.
Efter att 1897-1908 har varit minister i Wien blev Ahlefeldt-Laurvig, vars politiska uppfattning sammanföll med venstrepartiets, utrikesminister i Neergaards ministär 1905-1909, han innehade därefter samma post i Holstein-Ledreborgs kortvariga ministär hösten 1909 och även i ministären Berntsen 1910-1913. Ahelfeldt-Laurvigs främsta insats var en genomgripande omorganisation av utrikesdepartementet, avsedd att främja samarbetet mellan beskickningarna och konsulatkåren.

## Utmärkelser
- Riddare av Dannebrogorden,  1893[2]
- Dannebrogsmännens hederstecken,  1898[2]
- Kommendör av Dannebrogorden,  1903[2]
- Kommendör av första graden av Dannebrogorden,  1904[2]
- Kommendör med stora korset av Vasaorden,  1911[3]

[Redigera Wikidata]